# Zastranje
Zastranje so naselje v Občini Šmarje pri Jelšah.